# Minnijean Brown
Minnijean Brown-Trickey (Little Rock, 11 settembre 1941) è un'attivista statunitense. È stata una dei Little Rock Nine, un gruppo di nove studenti afroamericani adolescenti che nel 1957 furono ammessi in via straordinaria ad una scuola per soli bianchi, la Little Rock Central High School.

## Biografia
Minnijean, tutt'oggi attivista, fu sospesa da scuola dopo solo tre mesi, nel dicembre 1957, per aver versato una ciotola piena di chili su degli studenti bianchi, dopo che in molti si erano rifiutati di farla sedere, l'avevano presa in giro o allontanata dalla mensa. Successivamente, come testimoniato da america.gov, fu "espulsa nel febbraio 1958 per aver chiamato una ragazza "spazzatura bianca" (white trash) dopo che tale studentessa l'aveva offesa e percossa con una borsetta".
Da adulta e dopo essersi sposata, Minnijean ha continuato ad essere un'attivista per la tutela dei diritti delle minoranze. Ha vissuto in Canada tra il 1980 e il 1990, coinvolta nell'attivismo di alcuni studenti alla Laurentian University di Sudbury, in Ontario, dopo essersi diplomata alla Carleton University di Ottawa. Ha ricevuto molti premi ed un lavoro come responsabile per la diversità sotto la presidenza di Bill Clinton.
Di recente, Minnijean si è trasferita di nuovo a Little Rock, dove vive con sua madre e sua sorella. Sua figlia, Spirit Trickey, vive insieme a lei ed è impiegata al centro storico nazionale di Little Rock, dove interpreta spesso sua madre in alcune recite.